# Сант'Анђело ин Теодиче (Фрозиноне)
Сант'Анђело ин Теодиче је насеље у Италији у округу Фрозиноне, региону Лацио.
Према процени из 2011. у насељу је живело 494 становника. Насеље се налази на надморској висини од 48 м.